# Rönö härad
Rönö härad var ett härad i sydöstra Södermanland. Häradet omfattade de norra delarna och det östra kustlandskapet av nuvarande Nyköpings kommun samt delar av Gnesta kommun. Båda är idag delar av Södermanlands län. Den totala arealen mätte 790 km² och befolkningen uppgick år 1932 till 10 783 invånare. År 1952 bildade de olika socknarna tre olika storkommuner, vilka år 1967 respektive 1971 inkorporerades i Nyköpings kommun. Vid denna kommuns delning år 1992 fördes Torsåkers socken till den nybildade Gnesta kommun.

## Geografi
Rönö härads område var beläget mellan Östersjön och sjön Båven närmast norr om staden Nyköping och Nyköpingsån. Häradsområdet begränsas i norr och väster nästan helt och hållet av olika sjöar och vattendrag. Området genomflytes från sjön Likstammen av Svärtaån. Inre Rönö härad tillhör också den småbrutna sörmländska sjöplatån, vars odlade bygder och många herrgårdar huvudsakligen ligger kring de nämnda sjöarna samt i sänkorna mellan de skogiga bergspartierna. I norr avgränsas häradet av Silleskogarna och i söder av Svärta och Helgona skog. Häradet genomkorsas numera av järnvägen Södra stambanan (numera Nyköpingsbanan) samt E4:an, som före år 1962 kallades Riksväg 1 eller Riks-ettan. Dessa löper delvis genom öppna jordbruksbygder, som mellan kustlandets bergspartier når fram till det inre av kustfjärdarna. Längs kusten ligger en örik skärgård. I sydväst gränsar häradsområdet till Jönåkers härad och i väster mot Oppunda och Villåttinge härader. I norr ligger Daga härad och i nordost slutligen Hölebo och Öknebo härader.
Häradet gränsade i söder mot Nyköpings stad och hade i övrigt inga köpingar eller municipalsamhällen. Delar av häradet är numera en del av tätorten Nyköping, men största tätort i övrigt är idag Tystberga belägen 21 km nordost om Nyköping.

### Socknar
Rönö härad omfattade 14 socknar.
| I Nyköpings kommun - Bogsta - Bälinge - Helgona - Lid - Ludgo - Lästringe - Ripsa | - Runtuna - Råby-Rönö - Spelvik - Sättersta - Svärta - Tystberga I Gnesta kommun - Torsåker |

## Historia

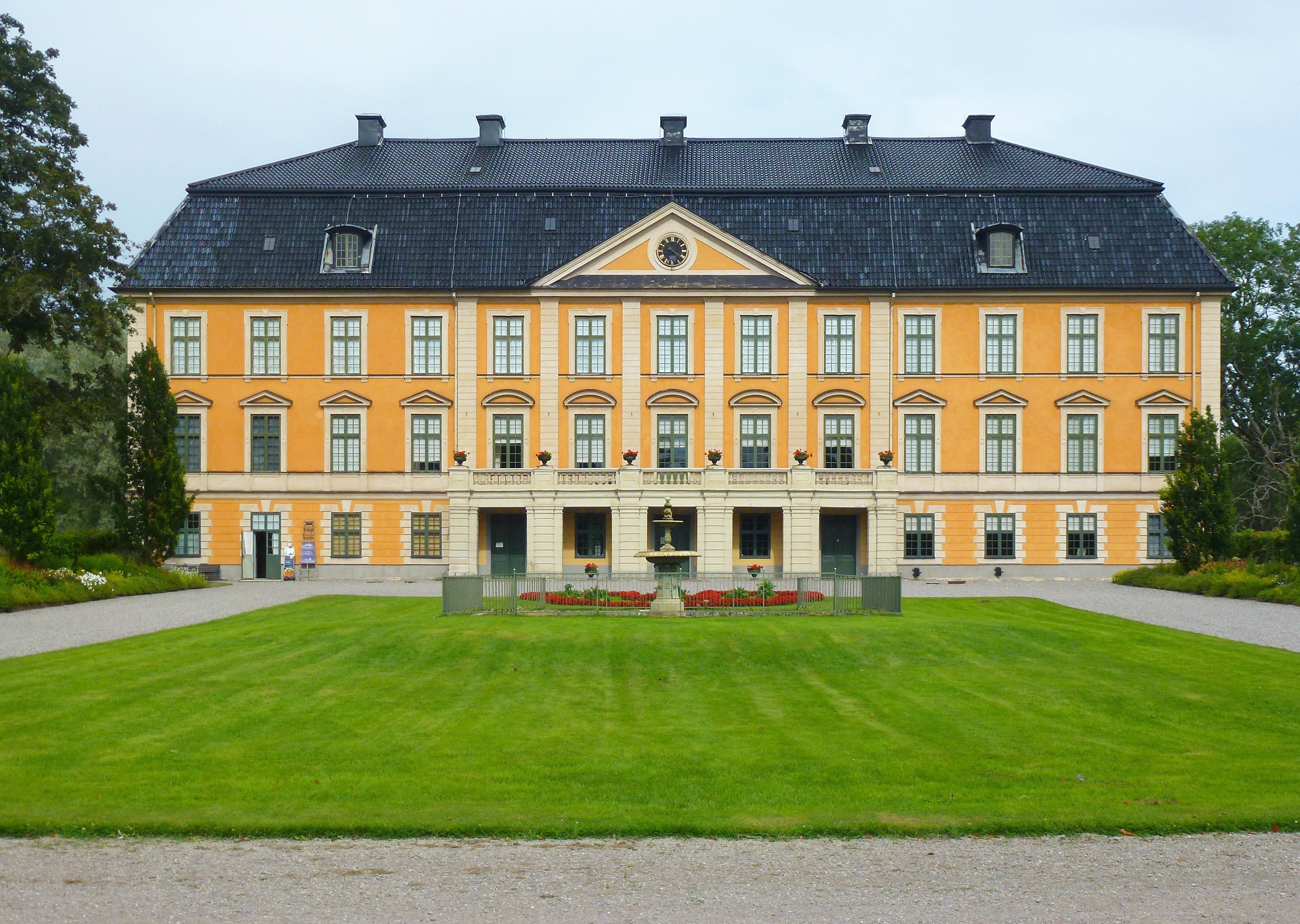
Nynäs slott i Rönö härad

Omkring år 1350 infördes den nuvarande häradsindelningen i landskapet Södermanland och ersatte därmed de tidigare hundare som vilade på förhistoriska anor. Namnet Rönö övertogs från Røno hundare, som sannolikt kommer från det forntida Rauningi (Röninge) vilket omnämns på några runstenar vid Aspa. Det fornsvenska ordet hraun (røn) betyder "stengrund", "stenig mark" eller dylikt, och syftar troligtvis på marken kring tingsplatsen. Den första skriftliga diplomatariska källan från 1302 anger namnet prouincie Røntunum ('Runtuna hundare') vilket antyder att en ursprunglig tingsplats har legat inte långt ifrån Runtuna by. En möjlig lokal för en sådan hypotetisk äldre tingsplats är den steniga backen där i dag Runtuna kyrkas klockstapel står. Häradets tidigast dokumenterade tingsplats beskrivs vara belägen vid Aspa Löt i Ludgo socken. Här har också den medeltida Eriksgatan passerat längs vägen mellan Gripsholms slott och Nyköpingshus, vilket i stort följer dagens sträckning av Länsväg 223. Tingsplatsen flyttade på 1600-talet några kilometer söderut till gästgivaregården Svärdsbro i Sättersta socken.
Häradets historiska centralbygd ligger kring sjön Runnviken som via Svärtaån står i förbindelse med Östersjön. Landhöjning och igenväxning har förminskat Runnvikens historiska utbredning men ännu inne på medeltiden var leden navigerbar så långt norrut som till Ludgo. I centralområdet finns inte bara den historiska tingsplatsen utan också häradets husby d.v.s. kungsgård. I anslutning ligger Södermanlands största kungshög - Uppsa kulle. Kullen antas vara från järnåldern och är enligt traditionen länkad till sagokungen Ingjald Illråde. I dikten Ynglingatal (från kring 900) nämns att Ingjald Illråde dog a Ræningi. I Snorre Sturlassons Ynglingasaga beskrivs att Ingjald hade låtit bränna inne den sörmländske kung Granmar på Selaön och att den skånske kungen Ivar Vidfamne som var gift med Granmars dotter sände en här för att hämnas. Ingjald var på gästning á Ræningi med sin dotter Åsa när de fick kännedom om hären och utan egen här samlad var situationen hopplös. Åsa fattade då beslutet att supa alla sina män fulla och bränna sig själva inne i hallen.
Staden Nyköping är en av Sveriges äldsta städer och man har funnit kvarlämningar från 2 000 år f.Kr. Stadsbebyggelsen uppstod på ömse sidor om Nyköpingsån som utgjorde gränsen mellan Rönö och Jönåkers härader, vid den fjärd där de viktiga Svärta- och Kilaåarna mynnade i havet. Här hölls flera viktiga möten under medeltiden men det var som huvudstad i Hertig Karls - sedermera kung Karl IX - hertigdöme mellan åren 1568–1622 som staden utvecklades till ett av landets första industriella centrum. Merparten av det historiska centrumet är dock beläget på den södra sidan av åstranden, d.v.s. på Jönåkers härads gamla område. Harg norr om stadens centrum har dock gamla bruksanor och här bedrevs en gång textilindustri. Tystberga uppstod ursprungligen som ett stationssamhälle vid Södra stambanan.
I området längs sörmlandskusten är det tätt mellan godsen och bland Rönö härads herresäten märks barockslottet Björksunds slott, och den norr därom belägna ruinen efter medeltidsborgen Sundboholm, samt Trollesunds herrgård, Måstena herrgård, Sjösa herrgård, Hälgö säteri, Svärta gård, Öster Malma gård samt Ökna säteri. Mest omtalat är ändå Nynäs slott som härrör från 1300-talet men i sin nuvarande form är från stormaktstiden. Till slottet hör dessutom en prunkande park med Nynäs slotts orangeri och flera välbevarade kringbyggnader.

## Län, fögderier, domsagor, tingslag och tingsrätter
Häradet har sedan 1634 hört till Södermanlands län. Församlingarna i häradet har hört Strängnäs stift.
Före 1634 ingick häradet i Nyköpings län och bildade från 1556 ett fögderi tillsammans med Jönåkers härad.
Häradets socknar hörde från 1720 till följande fögderier:
- 1720-1885 Södermanlands läns Första fögderi
- 1886-1990 Nyköpings fögderi

Häradets socknar tillhörde följande domsagor, tingslag och tingsrätter:
- 1680-1910 Rönö tingslag i
  - 1680-1878 Oppunda, Villåttinge, Jönåkers, Rönö och Hölebo häraders domsaga, från 1861 benämnd Kungadömets domsaga
  - 1879-1910 Nyköpings domsaga (med Jönåkers, Rönö, Hölebo och Daga härader) med
- 1911-31 augusti 1914 Jönåkers och Rönö tingslag i Nyköpings domsaga
- 1 september 1914-1947 Jönåkers, Rönö och Hölebo tingslag i Nyköpings domsaga
- 1948-1970 Nyköpings domsagas tingslag i Nyköpings domsaga

- 1971- Nyköpings tingsrätt och dess domsaga

### Webbkällor
- Nationella arkivdatabasen för uppgifter om fögderier, domsagor, tingslag och tingsrätter